# Goldendale
Goldendale – miasto (city), ośrodek administracyjny hrabstwa Klickitat, w południowej części stanu Waszyngton, w Stanach Zjednoczonych. W 2010 roku miasto liczyło 3407 mieszkańców.
Miasto założone zostało w 1879 roku.
Na północ od miasta znajduje się park stanowy Goldendale Observatory, będący publicznym obserwatorium astronomicznym.